# Michael Barrios
Michael David Barrios Puerta (Barranquilla, 21 aprile 1991) è un calciatore colombiano, centrocampista dell'Once Caldas.

## Carriera
Michael Barrios comincia a muovere i primi passi nel professionismo giocando in patria con l'Uniautónoma, dove rimane per quattro stagioni e colleziona 136 presenze e 35 reti.
Il 20 febbraio 2015 firma con il FC Dallas.
Il 13 gennaio 2021 viene ceduto ai Colorado Rapids.

## Statistiche

### Presenze e reti nei club
Statistiche aggiornate al 9 novembre 2017.
| Stagione         | Squadra          | Campionato       | Campionato | Campionato | Coppe nazionali | Coppe nazionali | Coppe nazionali | Coppe continentali | Coppe continentali | Coppe continentali | Altre coppe | Altre coppe | Altre coppe | Totale | Totale |
| Stagione         | Squadra          | Comp             | Pres       | Reti       | Comp            | Pres            | Reti            | Comp               | Pres               | Reti               | Comp        | Pres        | Reti        | Pres   | Reti   |
| ---------------- | ---------------- | ---------------- | ---------- | ---------- | --------------- | --------------- | --------------- | ------------------ | ------------------ | ------------------ | ----------- | ----------- | ----------- | ------ | ------ |
| 2015             | Dallas           | MLS              | 26+4       | 7          | USOC            | 2               | 3               |                    | -                  | -                  |             | -           | -           | 32     | 10     |
| 2016             | Dallas           | MLS              | 32+2       | 9          | USOC            | 4               | 0               |                    | -                  | -                  |             | -           | -           | 38     | 9      |
| 2017             | Dallas           | MLS              | 34         | 3          | USOC            | 3               | 0               | CCL                | 7                  | 2                  |             | -           | -           | 44     | 5      |
| Totale Dallas FC | Totale Dallas FC | Totale Dallas FC | 92+6       | 19         |                 | 9               | 3               |                    | 7                  | 2                  |             | -           | -           | 110    | 24     |
| Totale carriera  | Totale carriera  | Totale carriera  | 98         | 19         |                 | 9               | 3               |                    | 7                  | 2                  |             | -           | -           | 114    | 24     |

## Palmarès

### Competizioni nazionali
- US Open Cup: 1

FC Dallas: 2016
- MLS Supporters' Shield: 1

FC Dallas: 2016